# Drasteria philippina
Drasteria philippina är en fjärilsart som beskrevs av Rothschild 1915. Drasteria philippina ingår i släktet Drasteria och familjen nattflyn. Inga underarter finns listade i Catalogue of Life.